# Tomás de Arrigunaga
Tomás de Arrigunaga y Archondo (Vizcaya, España, ca. 1760 - Salta, 1841) fue un militar y administrador colonial español, que ejerció como gobernador de la Intendencia de Salta del Tucumán poco antes de la Revolución de Mayo, a la que se opuso tenazmente.

## Biografía
Llegó como joven oficial a Buenos Aires con la expedición del primer virrey del Río de la Plata, Pedro de Cevallos, en 1776. Llegó al grado de mayor del Regimiento Fijo de Infantería de Buenos Aires.
A fines del siglo XVIII fue destinado con una fracción de ese regimiento a la ciudad de Salta, donde se afincó y formó su familia. Fue tres veces alcalde del cabildo de la ciudad, en el que también ocupó otros cargos. En los primeros años del siglo XIX fue comandante del batallón afincado en Salta del Regimiento Fijo.
En 1807 fue nombrado gobernador de la Intendencia de Salta del Tucumán. Envió a Buenos Aires abundantes medios para la defensa contra la segunda invasión inglesa al Río de la Plata, incluyendo una gran cantidad de pólvora, plomo y dinero. Fue reemplazado por José de Medeiros, con carácter de interino.
En 1810, al llegar la noticia de la Revolución de Mayo, apoyó la causa realista; convenció al gobernador Nicolás Severo de Isasmendi – que en un principio se había pronunciado a favor de la Primera Junta de gobierno – de oponerse a la misma. Fue arrestado por su fidelidad al rey de España, y el vocal Juan José Castelli consideró seriamente la posibilidad de fusilarlo.
Al producirse la ocupación de la ciudad de Salta por el ejército realista de Pío Tristán, Arrigunaga le aportó auxilios económicos y de ganado, colaborando en el avance hacia San Miguel de Tucumán. Tras la Batalla de Tucumán, la ciudad de Salta fue brevemente ocupada por una avanzada patriota; Arrigunaga fue arrestado y una parte de sus bienes incautados. Ofreció tal resistencia física cuando se pretendió trasladarlo a Tucumán que logró ser dejado en Salta. Prestó asistencia económica y organizó el servicio médico a los realistas  durante la Batalla de Salta. Cuando la ciudad cayó en manos patriotas, ocultó en su casa al obispo Nicolás Videla del Pino.
Se negó a prestar el juramento de no volver a luchar contra los patriotas que el general Manuel Belgrano impuso a Tristán y a sus tropas para dejarlos retirarse al Alto Perú, por lo que no fue autorizado a marcharse. De todos modos logró huir y se incorporó al ejército del general Joaquín de la Pezuela. Participó en la Batalla de Sipe Sipe como edecán de Pezuela.
Durante los años siguientes ocupó varios cargos en la administración colonial del Alto Perú: jefe de provisiones del ejército, juez militar, administrador de la aduana de Potosí, y subdelegado en el departamento de Cinti. Sus propios enemigos mostraban asombro ante la firmeza en su posición realista, tanto como la indulgencia que mostraba con los vencidos, después de haber perdido todos sus bienes en Salta.
Al finalizar la guerra de independencia, exigió al gobierno de la nueva República de Bolívar el pago por sus servicios militares y civiles y de los préstamos que había hecho al ejército realista. El reclamo fue rechazado por completo, pero le sirvió para iniciar - a través de apoderados – un juicio al gobierno español en Madrid, por el cobro de esas deudas.
Regresó a Salta en los años 1830, dedicándose desde entonces a intentar recuperar sus bienes perdidos. Logró, al menos, recuperar parte de sus bienes inmuebles, que vendió para llevar adelante obras piadosas en la Catedral de Salta. Falleció en Salta en 1841 y fue sepultado en esa Catedral, al pie del histórico Señor del Milagro.